# Sivaramakrishna Chandrasekhar
Sivaramakrishna Chandrasekhar (6 de agosto de 1930 — 8 de março de 2004) foi um físico indiano tâmil.
Recebeu a Medalha Real de 1994. Foi fundador-presidente da International Liquid Crystal Society.